# Elio Morille
Elio Morille (født 7. september 1927, død 21. juni 1998) var en italiensk roer og olympisk guldvinder.
Morille arbejdede på Moto Guzzi-fabrikken og kom her med i fabrikkens roklub omkring 1943. Her blev dannet en firer uden styrmand med Morille, Giuseppe Moioli, Giovanni Invernizzi og Franco Faggi, der snart fik succes.
Fireren stillede første gang op ved OL 1948 i London, hvor de først vandt deres indledende heat, derpå semifinalen, inden de i finalen henviste italienerne Danmark og USA til henholdsvis sølv- og bronzemedaljerne.
Kvartetten var europamestre fra 1947 og vandt denne titel igen i 1949 og 1950. Besætningen vandt også en guldmedalje ved Henley-regattaen. 
De fire roere stillede op igen ved OL 1952 i Helsinki, hvor de først blev nummer tre i indledende heat og derpå vandt opsamlingsheatet fra indledende runde og derpå blev nummer tre i semifinaleopsamlingsheatet, hvilket ikke var nok til at kvalificere dem til finalen.
Morille vandt i alt tolv italienske mesterskaber gennem sin karriere.

## OL-medaljer
- 1948:  Guld i firer uden styrmand